# Ice Peak (gaseosa)

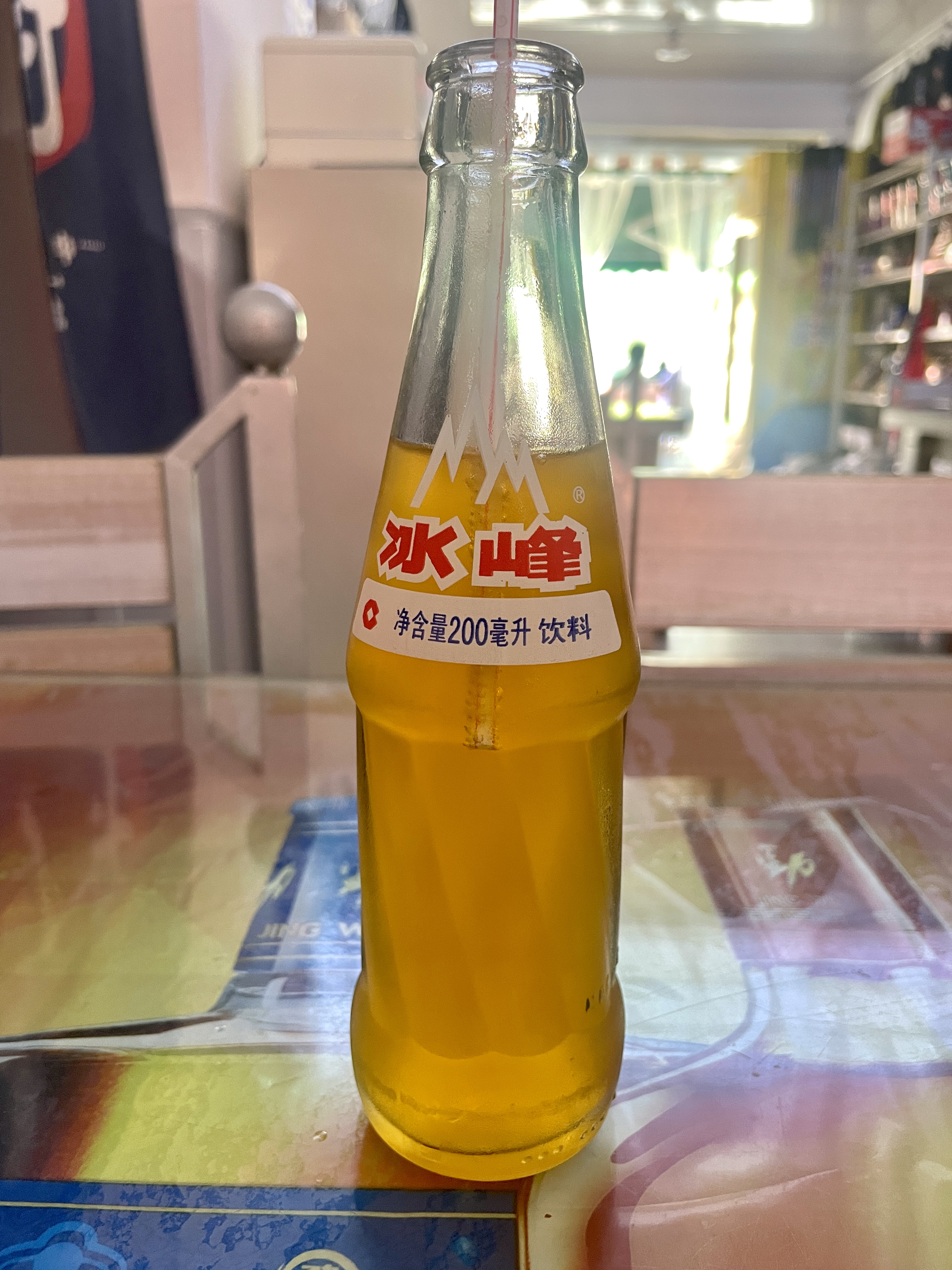
Una botella de Ice Peak

Ice Peak (en chino: 冰峰, romanizado: Bīngfēng) es una marca de refresco con sabor a naranja producida por Xi'an Futian Foods en Xi'an, provincia de Shaanxi, China. Se suele consumir con otras especialidades de Shaanxi como los fideos paomo o youpo. Combinados con sándwich de roujiamo y liangpi, constituyen un menú popular llamado "Triángulo de Xi'an". La bebida se sirve en la mayoría de los restaurantes de Shaanxi en China y en el extranjero.

## Historia
Bingfeng nació en 1953 y su fabricante es Xi'an Food Factory. Bingfeng es uno de los talleres de producción de la fábrica y la fábrica lo llama "taller de refrescos".
A finales de la década de 1990, Bingfeng tuvo una breve cooperación con Shenzhen "Shenbao" Durante este período, la soda Bingfeng se vendió en el empaque de "Shenbao". La fábrica que produce Bingfeng pasó a llamarse "Compañía de alimentos y bebidas Xi'an Bingfeng" en 1997.
En julio de 2008, Xi'an estableció el "Grupo de vino y azúcar de Xi'an", y Bingfeng Food and Beverage Company se convirtió en su sucursal.
En abril de 2012, Bingfeng Soda lanzó refrescos en latas. 

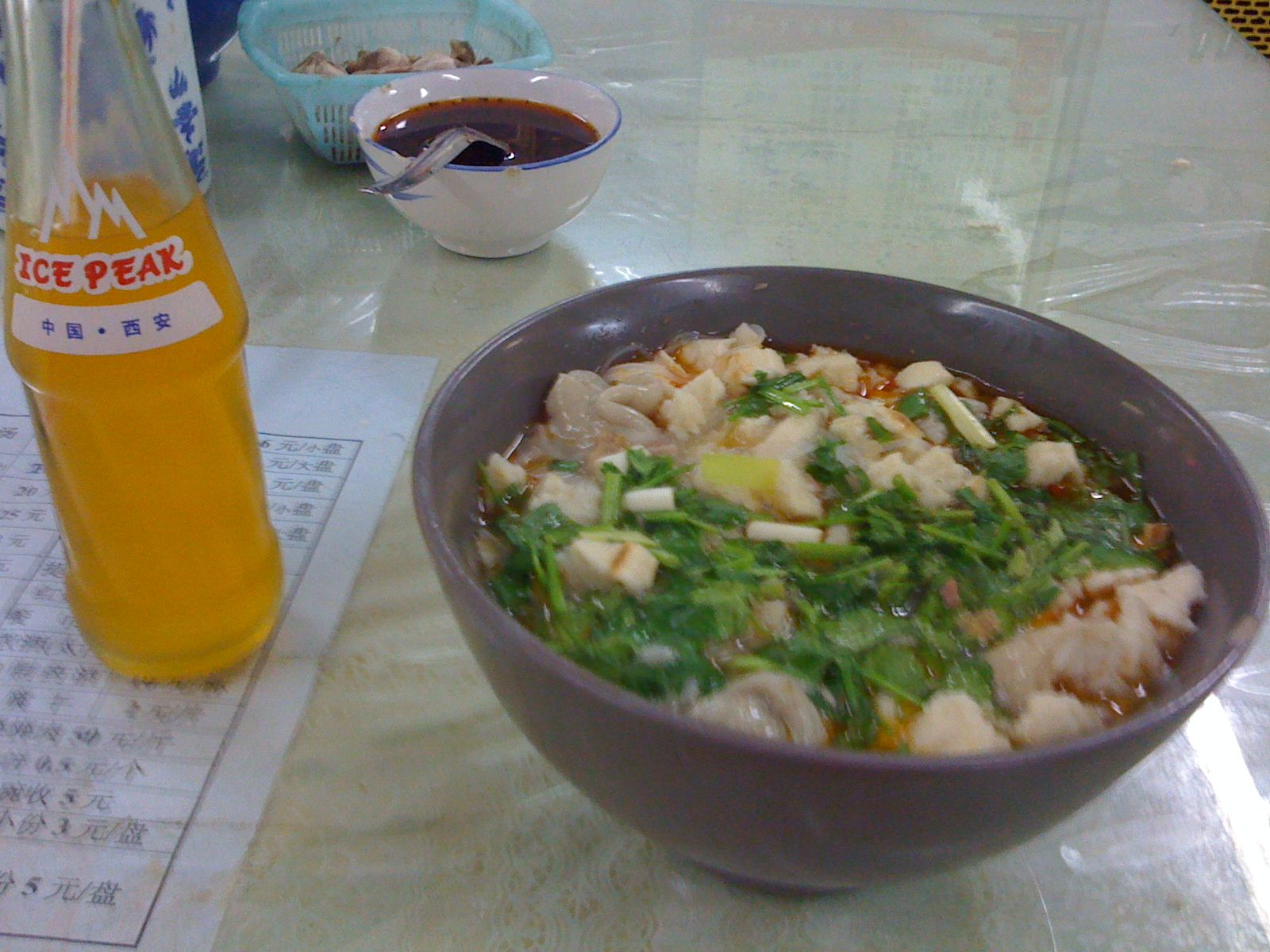
葫芦头 con una botella de Ice Peak, nótese el envase con el logo en alfabeto latino en contraste con la imagen anterior.